# Comuna Mokvîn, Berezne
Mokvîn (în ucraineană Моквин) este o comună în raionul Berezne, regiunea Rivne, Ucraina, formată din satele Mokvîn (reședința) și Novîi Mokvîn.

## Demografie
Componența lingvistică a comunei Mokvîn
     Ucraineană (99,7%)
     Alte limbi (0,3%)
Conform recensământului din 2001, majoritatea populației comunei Mokvîn era vorbitoare de ucraineană (99,7%), existând în minoritate și vorbitori de alte limbi.